# Take Me Away (Cappella)
Take Me Away è un singolo del  1992 dei Cappella.
Il brano rimase per cinque settimane in classifica nel Regno Unito raggiungendo la posizione numero venticinque.

## Tracce
1. Take Me Away ( 7 Edit)
2. Take Me Away (Extended Mix)
3. Take Me Away (Techno Mix)